# Gerardus Hendrik Grauss
Gerardus Hendrik Grauss (Middelburg, 1 december 1807 - aldaar, 29 januari 1862) was een Nederlandse timmerman en stadsarchitect van de Zeeuwse hoofdstad Middelburg.

## Biografie
Grauss was de zoon van Johan Heinrich Grauss en Catharina Fagel, afkomstig uit het Duitse Marsbach. Tijdens zijn opleiding tot timmerman bleek dat hij aanleg had voor bouw- en tekenkunde, waarna hij aan de tekenacademie van Middelburg ging studeren. Zowel in 1826 en 1827 behaalde hij een zilveren medaille wat er toe leidde dat hij in 1828 werd aangesteld als onderwijzer aan de academie. In 1829 behaalde hij een gouden medaille. In datzelfde jaar vestigde hij zich als timmermansbaas in Middelburg. In 1834 werd hij bij de academie aangesteld als lesgevend meester in de bouwkunde.
Grauss trouwde met Johanna Jacoba Revers (1808-1881) en kreeg meerdere kinderen. Hij had een broer, Johan Jacob Frederik Grauss (1805-1882) die ook onderwijzer was aan de tekenacademie, maar ook het beroep van stoffeerder beoefende.
Op 4 oktober 1839 werd Grauss aangesteld als stadsarchitect (stadsbouwmeester) van Middelburg. In 1856 werd zijn kunde en inzet erkend door de Middelburgse gemeenteraad met een geschenk van bewerkt zilver. Hij behield zijn functie tot zijn dood op 29 januari 1862, toen hij overleed aan kanker.

## Werken (selectie)

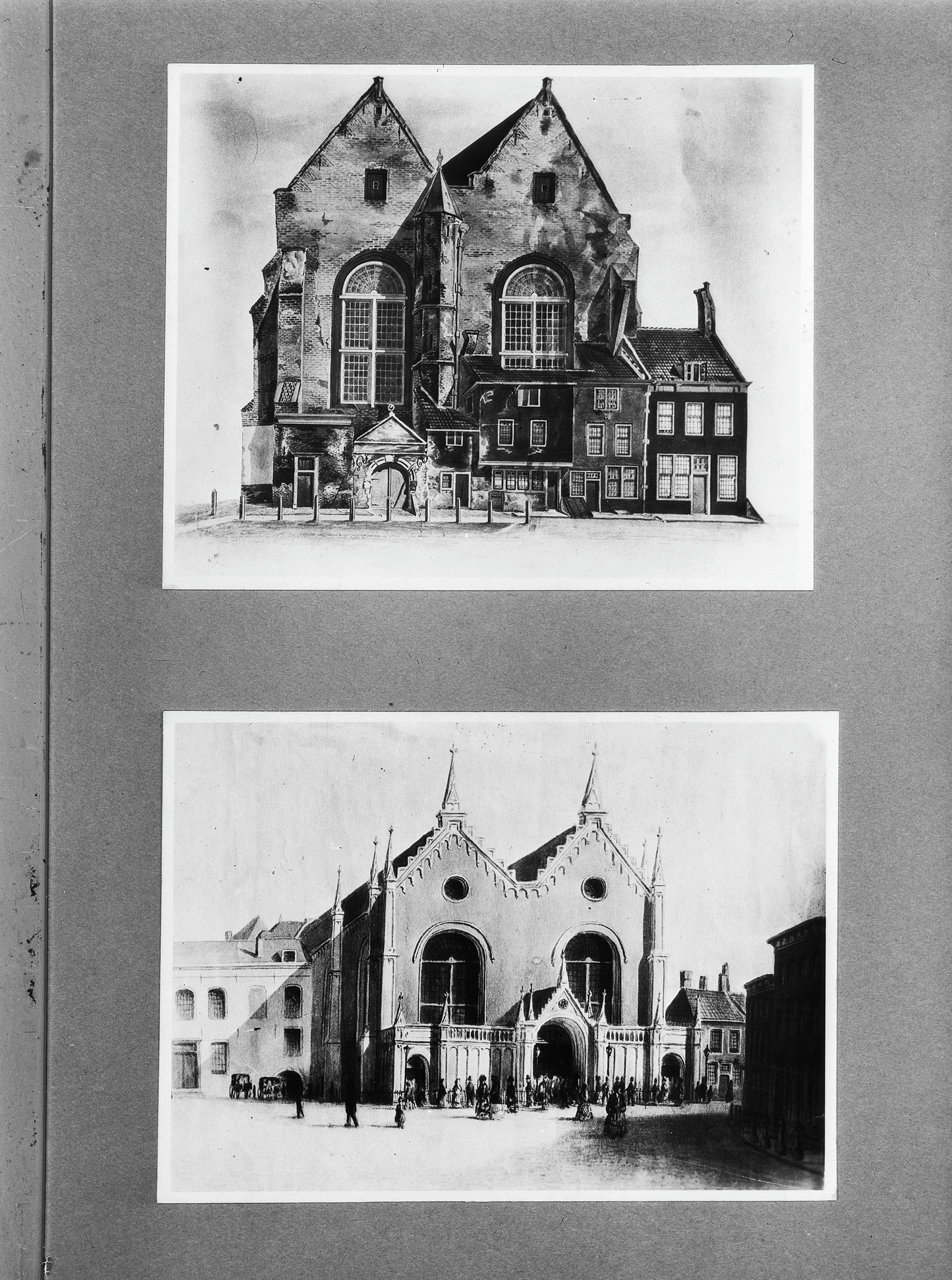
De Nieuwe Kerk van Middelburg, voor en na de verbouwing van Grauss. Ten tijde van de verbouwing was men lovend over het nieuwe ontwerp in moderne stijl. Tijdens de restauratie van de Abdij van Middelburg werden alle ingrepen van Grauss ongedaan gemaakt.

Een van de eerste bouwwerken die werd ontworpen door Grauss was het badpaviljoen van Domburg dat in 1837 werd gebouwd. Het neoclassicistische gebouw werd echter in 1889 reeds afgebroken. In 1837 voerde hij ook werkzaamheden uit aan het stadhuis van Middelburg. In 1839 ontwierp hij een nieuwe concertzaal aan de Groenmarkt.
Grauss was nauw betrokken bij de bouw van de Nieuwe Kerk in Zierikzee. Nadat de oude kerk was afgebrand, werd in 1835 de bouw begonnen van een nieuwe kruiskerk naar ontwerp van Pieter Huijsers. Nadat deze de bouw moest staken vanwege financiële problemen werd Grauss gevraagd het ontwerp te vereenvoudigen. Dit vereenvoudigde ontwerp werd op verzoek van A. Caland weer aangepast door J. Bourdrez die later ook de Sint-Pieterskerk in Middelburg zou ontwerpen.
In 1846 werd het interieur van de Middelburgse Nieuwe Kerk door Grauss ingrijpend verbouwd, het exterieur volgde in 1852. De voorgevel kreeg hierbij een neogotische ingangspartij met gestuukte spitsboognissen en pinakels, in de stijl van Willem II-gotiek. Na de oplevering was de bevolking van Middelburg lovend over de aanpassingen. Victor du Stuers vond het een gruwelstuk en omschreef het in 1893 als een lachwekkende koekebakkersstijl.

In 1853 en 1855 ontwierp Grauss respectievelijk de Spijkerbrug en de Bellinkbrug, beide gespannen over het binnenkanaal. Kort voor zijn dood werkte hij aan een ontwerp voor een nieuw gasthuis aan het Noordpoortplein in classicistisch-eclectische stijl. De bouw hiervan begon pas na zijn dood in 1862 en werd verder afgewerkt door zijn opvolger, stadsarchitect J.C. Krijger.

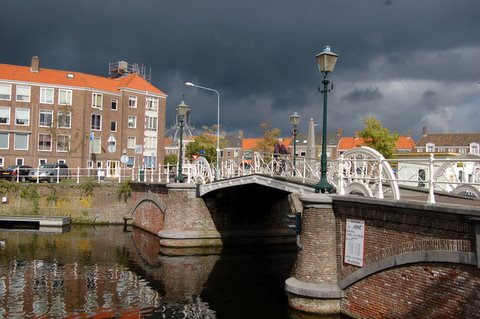
De Spijkerbrug uit 1853.
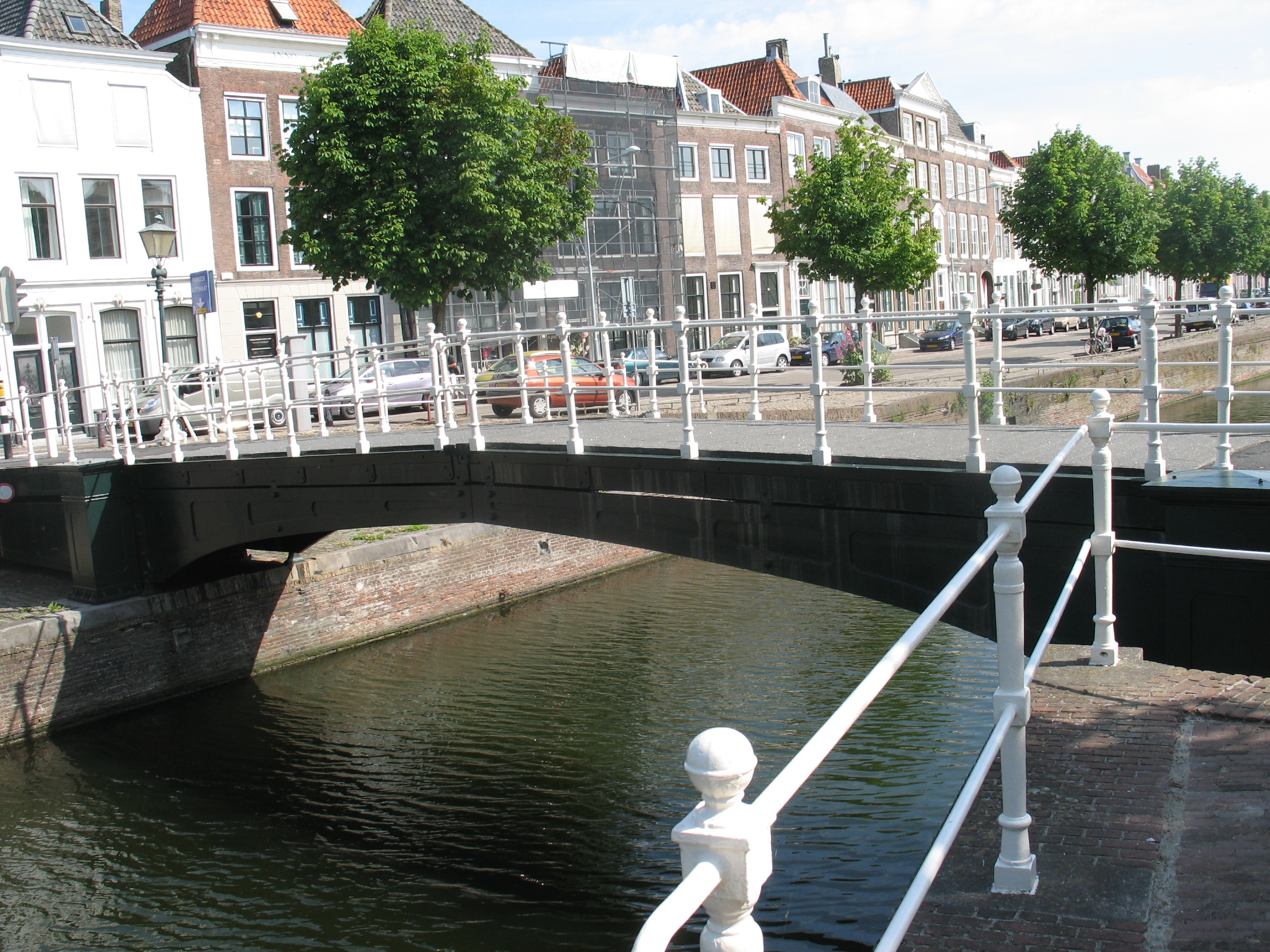
De Bellinkbrug uit 1855.